# NGC 5596
NGC 5596 ist eine 13,6 mag helle Linsenförmige Galaxie vom Hubble-Typ S0 im Sternbild Bärenhüter und etwa 143 Millionen Lichtjahre von der Milchstraße entfernt.
Sie wurde am 1. Mai 1785 von Wilhelm Herschel mit einem 18,7-Zoll-Spiegelteleskop entdeckt, der sie dabei mit „eF, stellar“ beschrieb.